# Джандари
Джандари (груз. ჯანდარი,  азерб. Candar) — село в Грузии. Находится в Гардабанском муниципалитете края Квемо-Картли. Расположен на юго-востоке страны, на границе с Азербайджаном. Находится в 12 км от Гардабани. 2000 га земельный участок.
По левой части села протекает река Кура. А в самом селе находится озеро Джандари, где население занимается рыболовством.

## Население
В Джандари исторически проживают азербайджанцы. В 1886 году — 37 семей (253 человек); в 1926 году — 167 семей (661 человек); в 1989 году — 3115 человек; 2002 году — 3118 человек; в 2014-году — 1468 человек.

## Религия
Ислам.
Одними из первых, кто распространил религию в Джандари, являются Гаджи-Ахмед Вели оглы дважды совершивший Хадж в Мекку, Сеид-Хасан Сеид-Йахия оглы и Сеид-Аббас Сеид-Йахия оглы, совершившие Хадж в Мекку в XVIII веке.
Мулла — Гасымов Низами (Тахир) Муса оглы.
Мулла — Гасымов Элыдар Аллахверди оглы
Мулла — Намазов Муртузали Сары оглы

## Климат
| Месяц                    | Ян. | Февр. | Март | Апрель | Май  | Июнь | Июль | Август | Сент. | Окт. | Ноябрь | Дек. | Год  |
| Средняя температура [°C] | 6   | 7.7   | 12,9 | 18,2   | 23,4 | 27.5 | 30.8 | 30.8   | 26.0  | 19.8 | 12.9   | 7.5  | 18.7 |
| Осадки (мм)              | 19  | 26    | 30   | 51     | 78   | 76   | 45   | 48     | 36    | 38   | 30     | 21   | 498  |

## Экономика
В 9 км от села находится рынок «Гардабан базары», где местное население торгует продуктами питания, одеждой, товарами широкого потребления из Турции, ОАЭ, Китая, Азербайджана, а также в основном автомобильным бизнесом как в Грузии так и за его пределами. Выходцы с этого региона славятся своей любовью к спорту, среди спортсменов известные как Забит Самедов , Чингиз Аллазов.  Сельское население в основном занимается фермерством и земледелием. В 2005-году всем проживающим в селе было выделено по 1 гектару земели. В 2006 году Американцами через село был проведён нефтепровод Баку-Тбилиси-Джейхан.

## Образование
История школы берет своё начало с 1922-года, настоящее время (в 2006 году 240 учеников, 22 учителей) существует. В этой школе 40 лет директором и учителем географии и биологии проработал Ахмедов Вели Ходжа оглы, а заведующим учебной частью и учителем математики был Гасымов Айдын Муса оглы.
Ахмедов Вели Ходжа оглы родился 10 марта 1935 года. С 1942 по 1952 учился в Гардабанской средней школе. В 1957 году поступил в Азербайджанский государственный университет им. С.М.Кирова. В 1962 году с отличием окончил университет . С 1962 по 1965 работал инструктором райкома комсомола. С 1965 по 2005 год Ахмедов Вели Ходжа оглы работал директором Джандарской средней школы , заслуженным учителем и депутатом местных советов в Грузии.